# Eragrostis pycnantha
Eragrostis pycnantha är en gräsart som först beskrevs av Rodolfo Amando Philippi, och fick sitt nu gällande namn av Parodi och Elisa G. Nicora. Eragrostis pycnantha ingår i släktet kärleksgrässläktet, och familjen gräs. Inga underarter finns listade i Catalogue of Life.